# 2004年環法自行車賽
2004年環法自行車賽是一场举行于2004年7月3日至同年7月25日的單車分段賽。此屆為第91屆環法單車賽。这年的賽事，本来美國選手兰斯·阿姆斯特朗赢得了比賽，但因美國反禁藥組織於2012年8月宣佈他由1998年8月以來的所有成績已被取消，因此这次比赛並沒有總冠軍。而世界單車總會亦確認了該次判決。

## 註解和參考資料

### 註解
1. ↑  2012年8月24日時，美國反禁藥組織宣布取消阿姆斯壯自1998年以來的紀錄，包含2004年環法冠軍。[1]國際自行車聯盟在2012年10月22日認可這個決定。[2]

### 資料
- Augendre, Jacques.  [Historical guide] (PDF). Tour de France (Paris: Amaury Sport Organisation). 2016  [27 October 2016]. （原始内容存档 (PDF)于2016-08-17） （法语）.
- (PDF). Tour de France (Paris: Amaury Sport Organisation). 2004  [27 October 2016]. （原始内容 (PDF)存档于2004-08-04）.

## 外部連結
- .   [2017-07-18]. （原始内容存档于2004-08-04）.
- 2004 Tour de France（页面存档备份，存于） at Cyclingnews.com